# Pierre Le Faguays

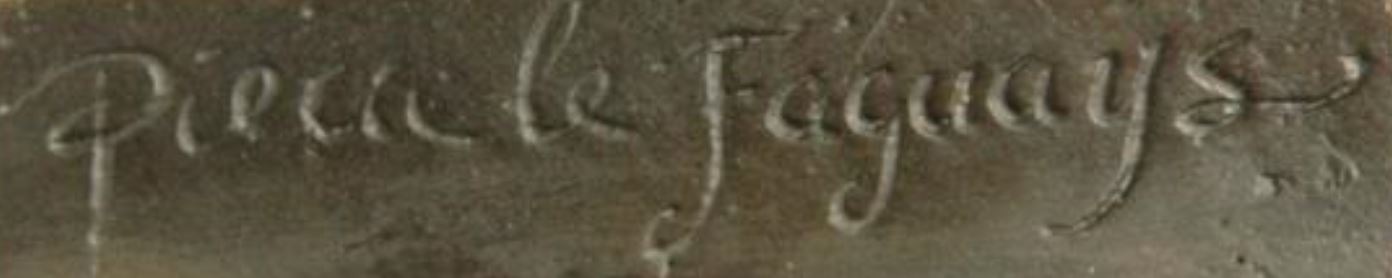
Signatur Pierre Le Faguays

Pierre Le Faguays (* 1892 in Nantes, Frankreich; † 8. September 1962 in Paris, Frankreich) war ein französischer Bildhauer des Art déco. Er verwendete auch die Künstlernamen Fayral, Laurel and Pierre Laurel.

## Leben
Im Ersten Weltkrieg lernte Le Faguays in deutscher Kriegsgefangenschaft die Bildhauer Marcel Bouraine und Max Le Verrier kennen, die zeitlebens Freunde blieben und häufig zusammenarbeiteten. Er studierte mit beiden an der École des Beaux-Arts in Genf. Hier war er Schüler des Bildhauers James Vibert.
Le Faguays hatte eine Tochter mit Georgette Hayot, die für ihn Modell gestanden hatte, allerdings heiratete er später die Künstlerin Raymonde Guerbe. Ihre Ehe blieb kinderlos.
Nach dem Zweiten Weltkrieg war er als Maler auf dem Place du Tertre im Pariser Stadtteil Montmartre tätig.
Nach seinem Tod wurde er auf dem Friedhof von Fontenay-lès-Briis zur letzten Ruhe gelegt.

## Werke (Auswahl)

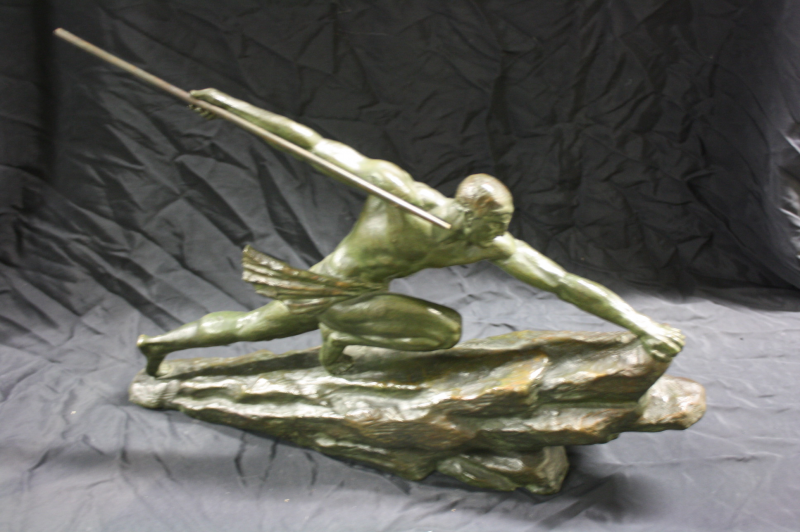
Le chasseur (Der Jäger)
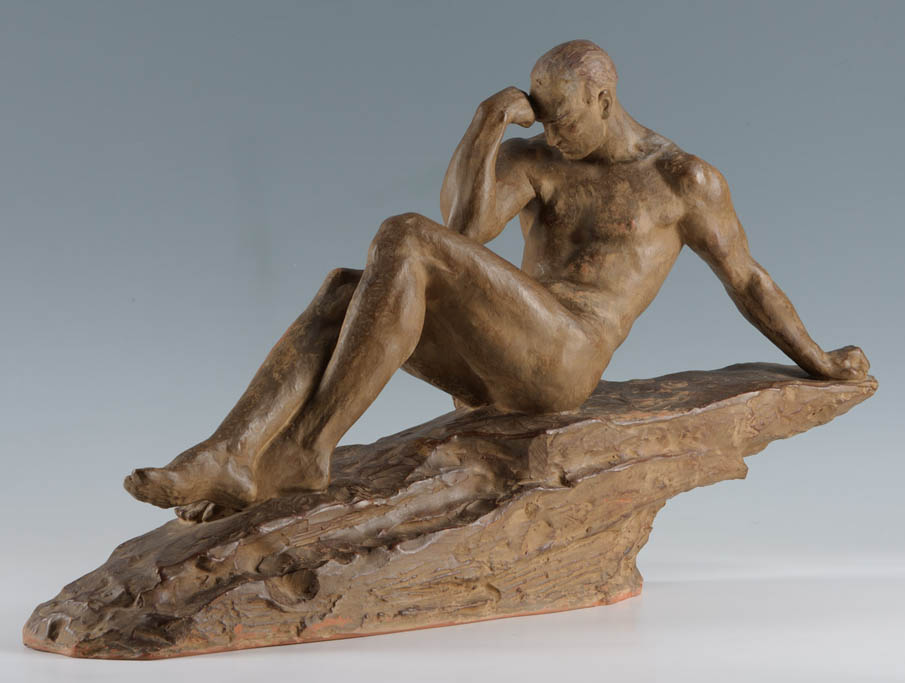
Le penseur (Der Denker)

In Paris ließ Le Faguays seine Statuetten von den Gießereien Susse Frères, Edmond Etling, Max Le Verrier, Les Neveux de Jules Lehmann, M. Ollier sowie von der Gießerei des Österreichers Arthur Goldscheider fertigen, einem Sohn Friedrich Goldscheiders. Er war Mitglied in den von Arthur Goldscheider gegründeten Künstlergruppen La Stèle (moderne Bildhauerei) und L’Evolution (kunstgewerbliche Dekoration).
Le Faguays stellte auch Lampen und dekorative Objekte her. Er arbeitete meist mit Materialien wie Terracotta, Pâte de verre, Stein, Zink, Holz, Alabaster, geschmiedetem Eisen, Bronze und Elfenbein. Mehrere von Le Faguays’ Arbeiten wurden von der Stadt Paris gekauft, darunter Pureté (Reinheit, 1927), Danse rythmique (Rhythmischer Tanz, 1930) und Tête d’Enfant (Kinderbüste, 1933).

## Ausstellungen
- ab 1920 Salon d’Automne.
- ab 1922 Salon des Artistes Français.
- 1925 im Pavillon Arthur Goldscheiders auf der Exposition internationale des Arts Décoratifs et industriels modernes.
- 1937 Weltfachausstellung Paris mit der Bronze-Statue Aurore.

## Ehrungen
- Mention honorable auf dem Salon des Artistes Français, 1927.
- Mitglied der Ehrenlegion, 1937.
- Leopoldsorden (Ritter), 1937.